# Henry Moore Baker
Henry Moore Baker, född 11 januari 1841 i Bow, New Hampshire, död 30 maj 1912 i Washington, D.C., var en amerikansk politiker (republikan). Han var ledamot av USA:s representanthus 1893–1897.
Baker utexaminerades 1863 från Dartmouth College.
År 1893 efterträdde han Warren F. Daniell i representanthuset och efterträddes 1897 av Frank Gay Clarke.
Baker var testamentsexekutor åt Mary Baker Eddy som han var släkt med. Han är begravd på Alexander Cemetery i Merrimack County.